# Spergau
Spergau è una frazione della città tedesca di Leuna, nella Sassonia-Anhalt.

## Storia
Spergau costituì un comune autonomo fino al 1º gennaio 2010.